# Каменные Заразы
Ка́менные За́разы (Кладби́щенский овраг, Попов овраг, Поповский овраг) — малая река в районе Крылатское Западного административного округа Москвы, правый приток Москвы-реки на территории ландшафтного заказника Крылатские холмы. Гидроним ручья происходит от географического термина «заразы» или «зарасы» — заросли. Так называли балки с крутыми склонами, леса с оврагами и заросшие обрывы. В этом рельефе содержится прочный песчаник, поэтому его назвали «каменным». Кладбищенским, Поповым и Поповским овраг называют по расположенным рядом кладбищу и церкви.
Река протекает в разветвлённом овраге, длина которого составляет 800 метров. Постоянное течение устанавливается в самых низовьях и берёт начало в ивняке-ракитнике. Далее водоток проходит через недействующие очистные сооружения и сливается в подземную трубу. Длина сохранившегося участка ручья составляет 160 метров, прежняя длина достигала 300 метров. При выходе в пойму Москвы-реки с левой стороны питал Крылатский ручей.